# Ołeh Rodin
Ołeh Dmytrowycz Rodin, ukr. Олег Дмитрович Родін, ros. Олег Дмитриевич Родин, Oleg Dmitrijewicz Rodin (ur. 6 kwietnia 1956 w Moskwie, Rosyjska FSRR) – ukraiński piłkarz pochodzenia rosyjskiego, grający na pozycji prawego obrońcy i pomocnika, reprezentant Związku Radzieckiego, trener piłkarski.

## Kariera piłkarska

### Kariera klubowa
W 1973 z rodziną przeniósł się do Lwowa. W 1974 został zaproszony do Karpat Lwów. Najpierw występował w drużynie rezerwowej, a w 1976 debiutował w podstawowej jedenastce Karpat Lwów w spotkaniu przeciwko drużyny Dynamo Kijów. Kiedy przyszedł czas służyć w wojsku, przeszedł w 1983 do Dinama Moskwa. Już wtedy był kontuzjowany. W Moskwie zrobili trzy operacje na kolanie, potem we Lwowie czwartą. Rozegrał jeszcze w 1983 jeden mecz w składzie SKA Karpaty Lwów i ukończył karierę piłkarską.

### Kariera reprezentacyjna
W 1979 debiutował w olimpijskiej radzieckiej reprezentacji. Jednak przez infekcję stopy nie pojechał na turniej finałowy do Moskwy. Łącznie rozegrał 5 gier. Również 21 listopada 1979 jako jeden z nielicznych piłkarzy z Pierwszej Ligi ZSRR zadebiutował w reprezentacji ZSRR w spotkaniu towarzyskim z RFN przegranym 1:3. Łącznie zaliczył 4 gry reprezentacyjne.

## Kariera trenerska
Po zakończeniu kariery piłkarskiej rozpoczął pracę trenerską. Na początku trenował Spartak Sambor. Następnie od 1988 pracował w Szkole Kultury Fizycznej we Lwowie, trenując młode talenty. W 2008 w Polsce ponownie zrobiono operację na kolano, jednak przez zaniesioną infekcję była powtórna operacja już w Moskwie.

## Sukcesy i odznaczenia

### Sukcesy klubowe
- mistrz Pierwszej Ligi ZSRR: 1979

### Odznaczenia
- tytuł Mistrza Sportu ZSRR: 1979